# 世界影像博览会

photokina展览会标志

世界影像博览会（德语：photokina）是世界上最重要的摄影贸易展览会（博览会副标题：影像世界），是照相与成像工业领域领先的展览会,是世界上唯一的为大众消费者和专业人士提供所有成像介质，成像技术与成像市场综合性展示的展览会。该展会每两年一次于秋季的科隆举办，目前主办方为科隆国际展览有限公司和Photoindustrie-Verband e.V。上一届photokina贸易展览会举办于2016年九月20-25号，下一届将于2018年九月25-30号举办。
来自五十个国家与地区的大约1,600（数量会轻微波动）位展商在大约200,000平方米的photokina展馆中展示他们的产品与服务。据主办方统计，2002年和2004年展会的参观人数约为160,000人次。在展会过程中，专业参观者以及普通游客可以听到不同的演讲和会议项目中的讨论。

## 历史
首届photokina展会最初于1950年由Deutsche Verband für Fotografie e.V. (DVF)的主席Bruno Uhl所倡导。1980年由Leo Fritz Gruber组织，以画展为活动主体开展。
在photokina创办后最初的一段时间，其举办间隔没有规律，直到1966年，主办方决定以两年一次的频率于秋季举办。1974年，伴随着参观者数量首次同比下降的情况，photokina转变为专业博览会：1972年的photokina尚有超过250,000位参观者，两年之后只有专业人士数量有所增长，外国游客占据了更高的比例。photokina的不断国际化促使组织者将其副标题从德文改为英文，2002年起photokina拥有了“World of Imaging”这一副标题，而在此之前，副标题要么是“Weltmesse des Bildes”、“Weltmesse der Fotografie”,要么是“Weltmesse Bild-Ton-Professional Media”。从1988年起，亦有业余爱好者们参观展会。
1982年至1998年间，为电影电视制作领域特别摄影贡献而设立的“Deutsche Kamerapreis Köln”奖项在photokina展会中颁发。1988年Photoindustrie-Verband展示了“世界上最大的画展”，长达1,300米的画展从博览会展览厅延伸到路德維希博物館，并且被收入吉尼斯世界纪录大全。
从2008年开始，在“photokina:科隆摄影”的称号下，科隆和photokina展会与科隆市的企业和机构展开合作。  ， 2020 年5月27-30 德國科隆 因COVID19 停辦 ，2020年11月底說停辦.

## 意义

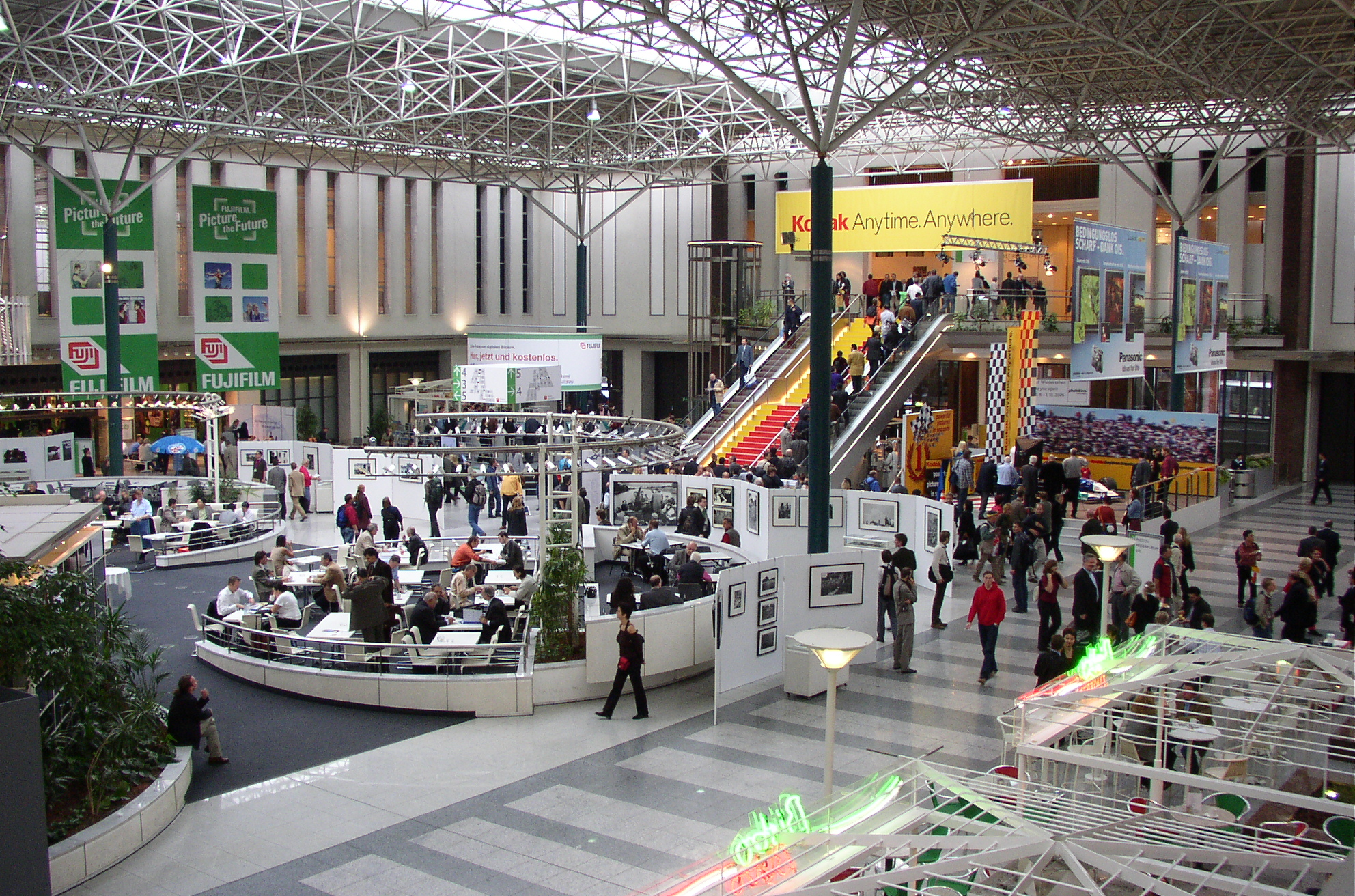
2004年的photokina

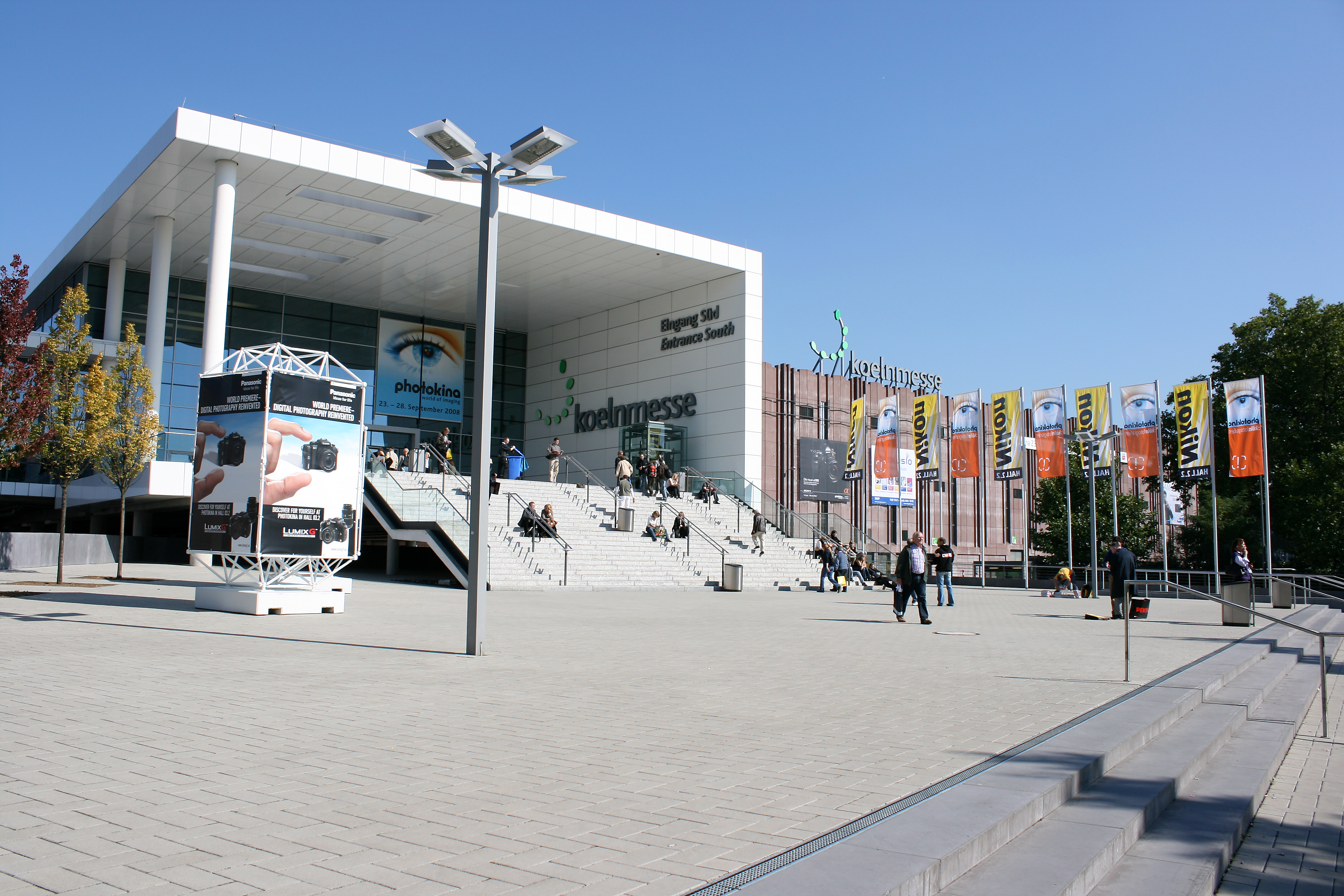
2008年photokina期间科隆国际展览有限公司南入口

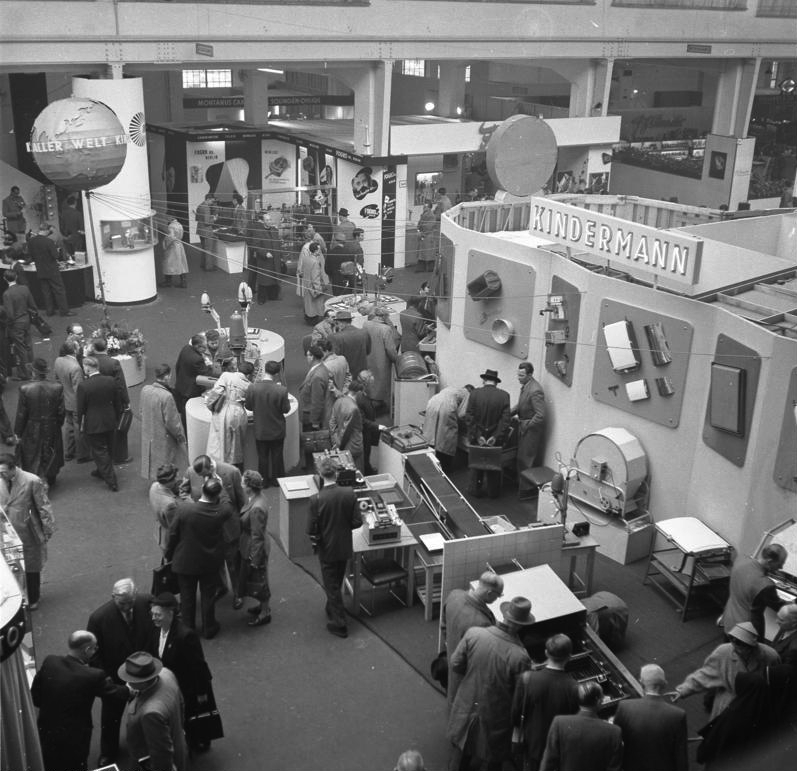
1954年的photokina

photokina是摄影行业展示新产品的平台。photokina的举办为摄影杂志和展览会参观者提供了产品资讯、摄影产品的试用、关系的建立、摄影展的参观机会以及新“趋势”的发现。下面为产品进行主题化后的分类：
- 消费级影像：照相机与摄像机，相机配件，胶片与数码存储媒介，数码图像处理，家庭打印，图片交互终端系统，移动影像，家庭影院，录像技术与配件，相框与相册，商品，影像服务;
- 专业级影像：专业相机与照明系统，摄影工作室布置，数码影像与印刷，大画幅印刷，大型/迷你实验室，耗材，图像处理，影像服务，数据及视频投影仪，交互展示系统，专业音视频技术，导航技术和网络，AV媒介技术和展示系统。

photokina亦是不同表彰与奖项颁发的平台，如Deutschen Kamerapreises。

### 新品
具有技术创新的产品经常在photokina上得到展示或介绍，比如：
- 1954: 内建测光表的Kodak Retina IIIc
- 1964: 8毫米胶片
- 1966: 具有对比度补偿测光的单镜头反光相机Minolta SR-T 101
- 1972: 110胶片
- 1974: 电控中画幅相机禄莱 SLX
- 1982: 电影摄影机Arri PL镜头接口系统
  碟式底片相机系统

- 1992: 数码摄影及数码存储媒介展示 Kodak Photo CD
- 2000: 数码全景图[3]
- 2002: 数码单反4/3系统相机 Olympus E-1
- 2004: 具备防抖功能的数码单反相机 Konica Minolta Dynax 7D

2004: 模拟单反相机Leica R所用的数码后背
- 2008: 中画幅相机系统Leica S[4]

具有数码微4/3系统的无反相机Panasonic LUMIX DMC-G1
元数据工作组对存储及元数据交换的详细说明
具备视频录制功能的单反相机 Nikon D90
Fujifilm的Finepix Real 3D 系统
- 2010: 索尼E卡口摄像机Sony NEX-VG10[6]
- 2012: 针对专业电影拍摄的无反相机Panasonic LUMIX DMC-GH3[7]

搭载35mm全画幅传感器及可交换镜头的  Sony Handycam NEX-VG900
搭载全画幅传感器的数码无反微型相机 Sony Cyber-shot DSC-RX1
搭载 Foveon X3传感器的高分辨率数码相机 Sigma DP1 Merrill und DP2 Merrill
- 2014：智能相机 Panasonic LUMIX DMC-CM1

支持Raw格式、4K录像的智能手机以及1寸图像传感器

## 文学作品
- Glanzlichter der Photographie. 30 Jahre photokina Bilderschauen. Das imaginäre Photo-Museum. Film als Kunst und Dokument. 1980, ISBN 3-7616-0559-5.
- Hans Geifes (Hrsg.): Meisterphotos der photokina. Bachem, Köln 1966, DNB 457804548. (Köln photokina 1966)
- Leo Fritz Gruber (Hrsg.): Meisterphotos der photokina. Bachem, Köln 1968, DNB 457804556. (Köln photokina 1968)
- Jörn Glasenapp: Die deutsche Nachkriegsfotografie: Eine Mentalitätsgeschichte in Bildern. Wilhelm Fink Verlag, Paderborn 2008, ISBN 978-3-7705-4617-6, S. 148–160.